# Panulcillo
Panulcillo es un caserío ubicado en la comuna de Ovalle, perteneciente a la Provincia de Limarí en Chile.

## Toponimia
El nombre de la localidad corresponde a un diminutivo del concepto de «panul».

## Historia
La explotación del yacimiento de cobre de Panulcillo se inició entre 1848 y 1850, lo cual generó la instalación de viviendas de trabajadores de la mina en los sectores bajos de la quebrada homónima; esto generó que la localidad también fuera denominada como «Panulcillo Bajo».
En 1868 fue inaugurado un ramal de ferrocarril que conectaba la localidad con la estación Higueritas, y por ende con el resto de la red ferroviaria que posteriormente conformaría el Longitudinal Norte; dada esta situación fue instalada en la localidad una estación de trenes.
Hacia 1899 Francisco Solano Asta-Buruaga y Cienfuegos describía en la localidad una población de 2415 habitantes, además de la presencia de una escuela, oficina de correo y telégrafos, establecimientos de la fundición de cobre de Panulcillo y la estación de ferrocarril.
Luego del paulatino cierre de los yacimientos mineros ubicados en las cercanías, la población de Panulcillo comenzó a disminuir. De 544 habitantes que poseía en 1907, estos disminuyeron a 324 en 1920, 152 en 1930 y 76 en 1952.